# Louis Mafouta
Louis Mafouta, né le 2 juillet 1994 à Beaumont-sur-Oise (Val-d'Oise), est un footballeur international centrafricain évoluant au poste d'avant-centre à l'EA Guingamp.

## Biographie

### Carrière en club

#### Début de carrière entre amateur et professionnel (2013-2020)
D’un père centrafricain et d’une mère malienne, il né à Beaumont-sur-Oise en région parisienne, Louis Mafouta joue en début de carrière successivement pour Saint-Ouen-l'Aumône, Panserraikos en Grèce, Senlis et Chambly.
En janvier 2019, il est transféré à Grasse en National 2 et y réalise de très belles performances. Ses nombreux buts attirent logiquement les regards de clubs de divisions supérieures.

#### Escapade en Suisse (2020-2022)
En août 2020, Louis Mafouta signe un contrat de deux ans avec le club de Challenge League de Neuchâtel Xamax. Il retrouve ainsi le niveau professionnel quelques années après l'avoir quitté.

#### Découverte de la ligue 1 au FC Metz  (2022)
Le 19 janvier 2022, il est prêté pour six mois avec option d'achat au FC Metz, pensionnaire de Ligue 1. Cependant, elle ne sera pas levée et Louis Mafouta retourne en Suisse à l'issue de la Saison.

#### La Ligue 2 avec Quevilly-Rouen (2022-2023)
En juillet 2022, Mafouta s'engage en Ligue 2 avec Quevilly-Rouen, où il signe un contrat de trois ans. Il signe une belle saison avec un bilan de 11 buts en 35 rencontres. Il ne reste qu'un an chez le club normand.

#### Nouveau challenge à l'Amiens SC (2023-2025)
Le 12 juillet 2023, Louis Mafouta signe à l'Amiens SC, pensionnaire de Ligue 2. Recruté pour être le titulaire en pointe de l'attaque, il est la quatrième recrue de la saison après Kylian Kaïboué, Sébastien Corchia et Abdoul Tapsoba. Lors de sa première saison, il termine deuxième meilleur buteur de Ligue 2 BKT avec 15 buts, à égalité avec l'angevin Loïs Diony. Il réalise une nouvelle saison pleine pour sa deuxième année sous les couleurs amiénoises mais, contrairement aux exercices 2022-2023 et 2023-2024, il ne parvient pas à atteindre la barre des dix buts en championnat, auteur de 9 réalisations et 4 passes décisives en 32 apparitions, dont 30 titularisations.

#### EA Guingamp (depuis 2025)
Il est transféré à l'En Avant Guingamp, évoluant en Ligue 2, le 5 août 2025 où il vient palier le départ de Brighton Labeau vers le FC Thoune.

### Carrière internationale
Il fait ses débuts internationaux en faveur de la République centrafricaine le 27 mars 2017, en amical contre la Gambie. Il se met immédiatement en évidence en inscrivant un but. Le 26 mars 2021, il marque son premier doublé en équipe nationale, contre le Burundi. Ce match nul (2-2) rentre dans le cadre des éliminatoires de la Coupe d'Afrique des nations 2021.
Le 27 mars lors du second match face à la sélection malgache, dans le cadre des éliminatoires de la coupe d'Afrique des Nations 2024, il marque un doublé et égalise le record de buts d’Hilaire Momi en sélection devenant ainsi le meilleur buteur, ex æquo, de l’histoire de la République centrafricaine